# Inwood (Manhattan)
Inwood es el vecindario más norteño de la isla de Manhattan (Nueva York, EE. UU.). Limita con el río Harlem al norte y al este, Fairview Avenue al sur y el río Hudson al oeste. Su principal vía es Broadway, y el principal centro comercial es la calle Dyckman. Al ser periférico, Inwood se encuentra más cerca del condado de Westchester que del Midtown.
Inwood es un vecindario residencial, lleno de departamentos y estacionamientos. También es terminal del metro y aloja las pistas atléticas de la Universidad de Columbia Columbia University.
Inwood tuvo una población mayoritaria de origen irlandés durante gran parte del siglo XX, pero actualmente predominan los dominicanos.
La legendaria compra de la isla de Manhattan a los aborígenes lenape se llevó a cabo en lo que es hoy Inwood Hill Park.